# Minarett von Vobkent
Das Minarett von Vobkent ist ein Bauwerk in der usbekischen Stadt Vobkent in der Viloyat Buxoro.

## Geschichte
Das 12. Jahrhundert, in dem das Minarett errichtet wurde, stellte in der heutigen Viloyat Buchara ein Zeitalter wechselnder Herrscher dar. Oft herrschten geistliche Führer mit dem Titel Sadr über die Region, die der Lokaldynastie der Burhaniden angehörten. Im Sockel des Minaretts findet sich eine Inschrift, die den Bauherrn des Turmes als Sohn von Sadr Abdalaziz II. identifiziert.

## Beschreibung
Das Minarett hat, vom Grund des Sockels aus gemessen, eine Gesamthöhe von 40,3 Metern. Geschmückt wird das Minarett von zehn Bändern aus Ziegeln, die von unten bis oben über den Turm verteilt sind. Diese Bänder sind mit Schriftzeichen und Zeichnungen verziert. So enthält das von unten gesehen vierte Band Angaben zur Zeit der Erbauung und zum Bauherren des Minaretts.

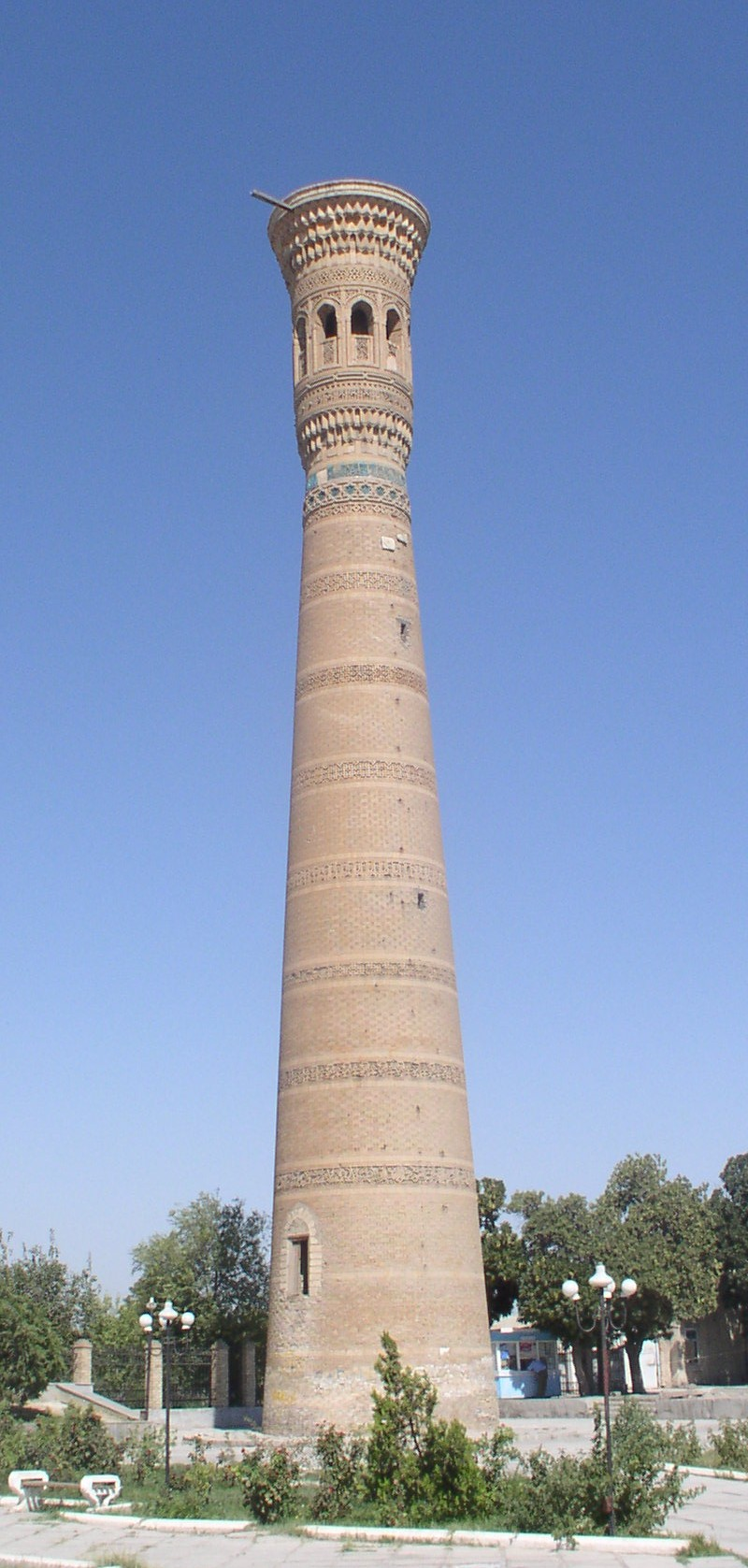
Minarett von Vobkent
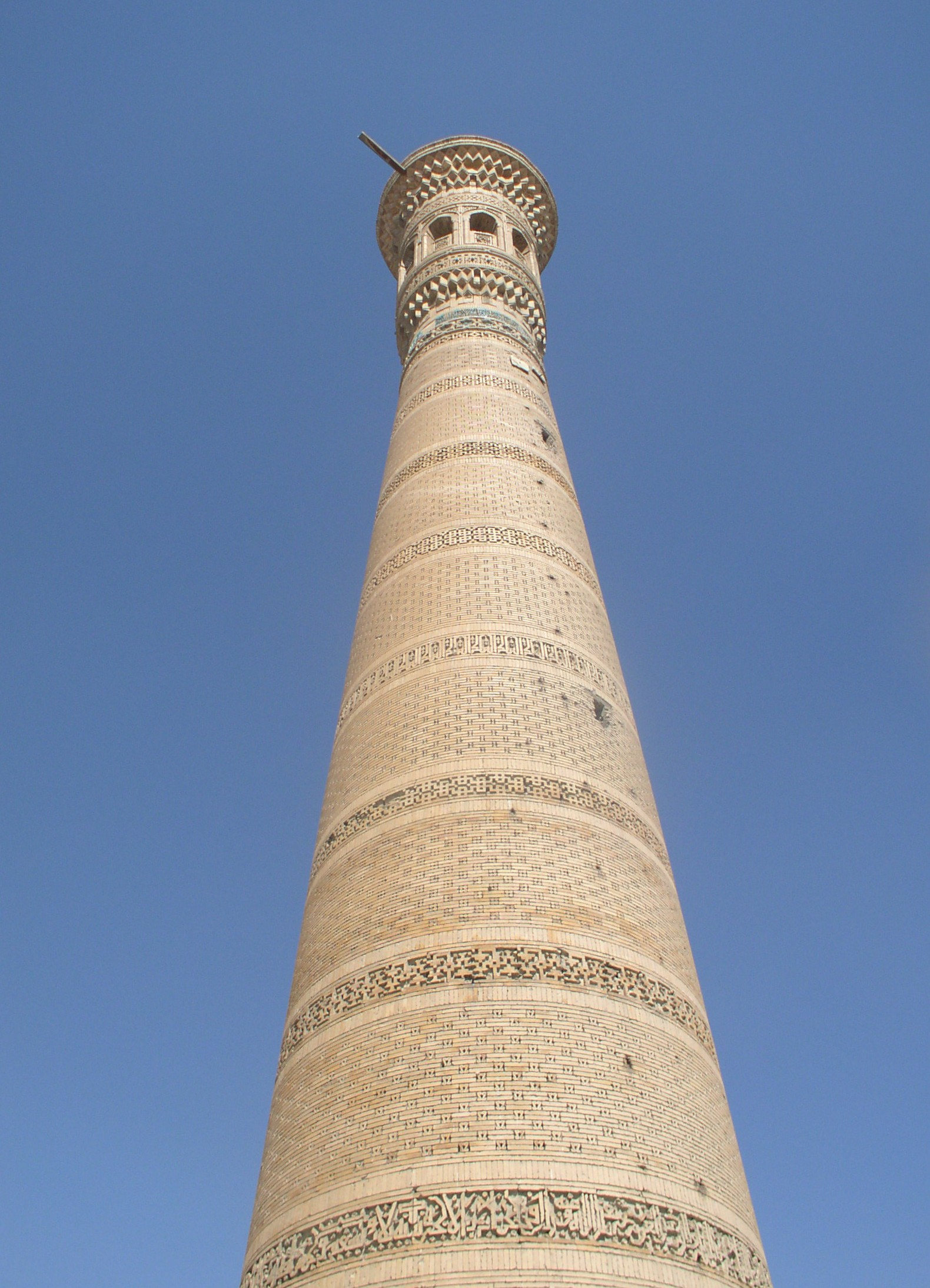
Minarett von Vobkent
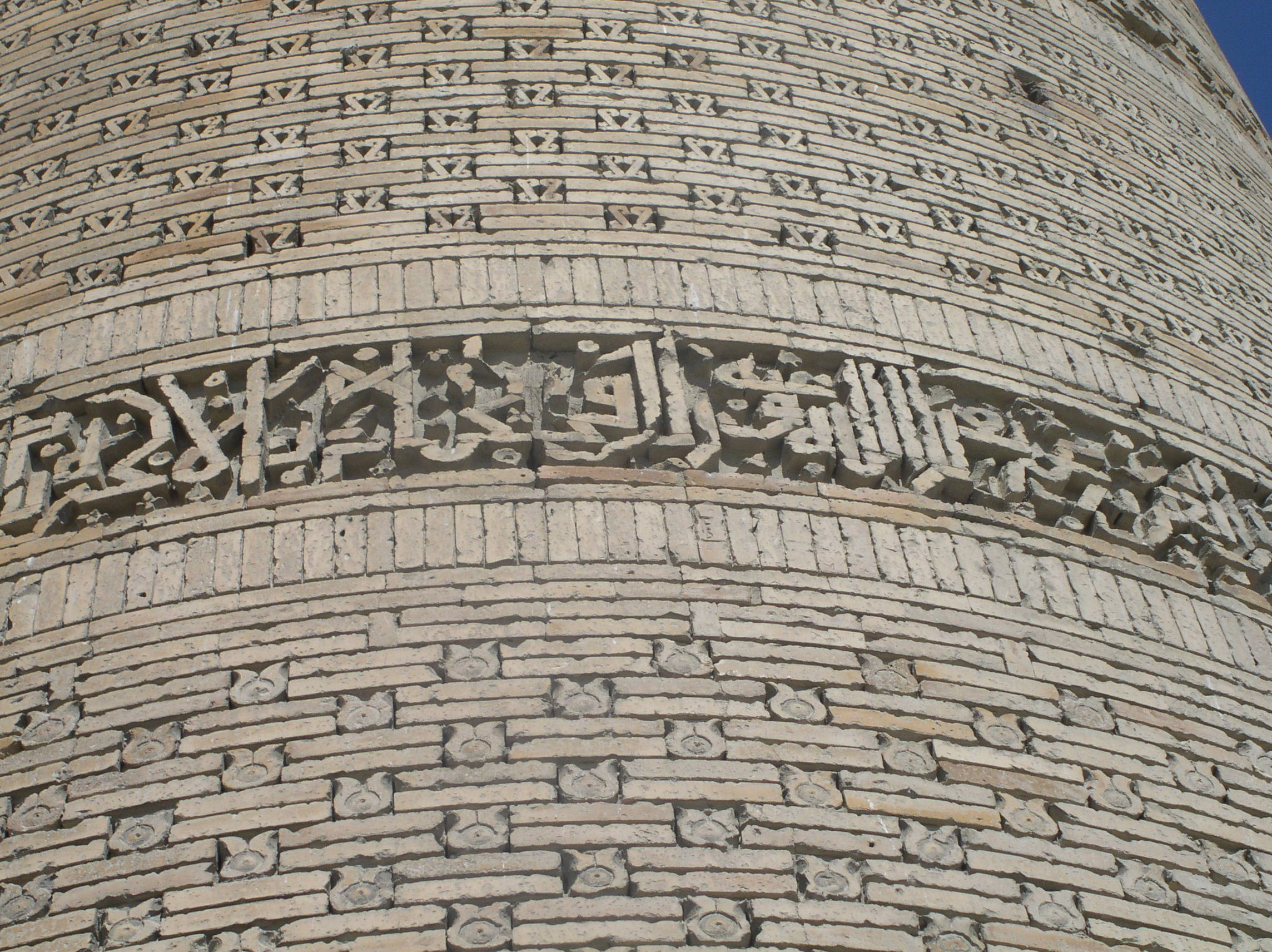
Verzierungen auf einem der Bänder

Das Minarett ähnelt dem Kalon-Minarett von Buchara, aber unterscheidet sich durch seine filigranen Verzierungen. Das Vorbild für beide Bauwerke findet sich auf dem Gelände der Mausoleen von Ösgön. Dort befindet sich ebenfalls ein Minarett in ähnlichem Stil, das vor jenen in Buchara und Vobkent erbaut wurde.

## UNESCO-Weltkulturerbe
Am 18. Januar 2008 ließ die usbekische UNESCO-Kommission das Minaretts von Vobkent in die Vorschlagsliste für das Welterbe eintragen. Die Begründung für den Antrag ist der gute Zustand des Gebäudes und die Wichtigkeit für die Forschung zum Thema zentralasiatische Architektur.